# Johannes Fastenrath
Johannes Fastenrath   (Remscheid, 3 de maig de 1839 - Colònia, 16 de maig de 1908) va ser un jurista, escriptor i traductor en llengua alemanya i espanyola, hispanista i hispanòfil alemany. Va ser membre corresponent de la Real Acadèmia Espanyola, de la Real Acadèmia de la Història, de la Real Acadèmia Sevillana de Bones Lletres i de la Acadèmia Mexicana de la Llengua.

## Biografia
Va estudiar lleis a Bonn, Heidelberg, Múnic, Berlín i París i es va establir com a consultor a Colònia. A conseqüència d'un viatge en 1864 a Espanya es va convertir en un entusiasta hispanòfil i va mantenir correspondència epistolar amb importants escriptors espanyols del seu temps; des de llavors es va convertir en un actiu propagandista de tot el que era hispànic i totes les seves obres van dur la petjada inspiradora del que era espanyol i català. Va instaurar a Colònia uns Jocs Florals a imitació dels de Barcelona. El 1909 va crear un premi anual, el premi Fastenrath de novel·la, poesia i assaig, que concedeix la Reial Acadèmia Espanyola en el seu nom. Va traduir obres de José Zorrilla, Gaspar Núñez de Arce (de qui va traduir la seva Lutero), Manuel Tamayo y Baus, Juan Valera y Alcalá Galiano, Manuel Bretón de los Herreros, José Echegaray, Víctor Balaguer, Ventura Ruiz Aguilera i altres; el seu entusiasme es va estendre a la poesia catalana, que també va traduir (Katalanische Troubadoure der Gegenwart, 1887).
Es va casar amb Luise Goldmann (1858-1914), que va executar la voluntat testamentaria del seu marit en instaurar dos premis que duen el seu nom, un en llengua castellana lliurat per la Reial Acadèmia Espanyola, i un altre en català, ja extint, que es lliurava durant els jocs florals de Barcelona.

## Obres
Són de temàtica hispànica Ein spanischer Romanzenstrauss (Leipzig, 1866), Klänge aus Andalusien (Leipzig, 1866), Hesperische Bluten (1869), Die zwölf Alfonsos von Kastilien (1887); romanços i cançons a Die Wunder Sevillas (Leipzig 1867); Hesperische Blüten (Leipzig 1869), Immortellen aus Toledo (Leipzig 1869) i els dos volums de Das Buch meiner spanischen Freunde (Leipzig 187l). Tenia especial predilecció per Pedro Calderón de la Barca, a qui dedicà dues monografies (Calderón de la Barca, Leipzig, 1881; Calderón in Spanien, Leipzig, 1882). Altres obres seves són Granadische Elegien, Leipzig, 1885; Von Hochzeit zu Hochzeit. Lieder aus sonnigen Tagen (Viena, 1883); Maravillas hispalenses; Ecos de Andalucía; Siemprevivas de Toledo etcétera. En castellà va escriure Pasionarias de un alemán español (1872) i La Walhalla y las glorias de Alemania (1872).

## Fons personal
El fons personal de Johannes Fastenrath dipositat a l'Arxiu Històric de la Ciutat de Barcelona el formen un total de 2.041 documents dels quals 1.990 són cartes; els restants cinquanta-un documents, inventariats conjuntament amb l'epistolari, són impresos, excepte dos, que són manuscrits.